# Лиля Герреро
Ли́ля Герре́ро (исп. Lila Guerrero — Ли́ла Герре́ро, настоящее имя — Елизаве́та Инноке́нтьевна Я́ковлева, исп. Elsa Betty Iakovleff; 16 июня 1906, Буэнос-Айрес, Аргентина — 24 декабря 1986, Буэнос-Айрес, Аргентина) — аргентинская поэтесса, переводчица

, эссеист, драматург и литературовед. Писала на испанском языке.

## Биография
Лиля Герреро родилась в семье политической эмигрантки из Российской империи, одной из основательниц Коммунистической партии Аргентины Иды Исааковны Бондаревой и её первого мужа Иннокентия Ильича Яковлева. Приёмная дочь аргентинского и советского минералога и литератора Моисея Исааковича Кантора. Сестра философа и искусствоведа Карла Моисеевича Кантора, посвятившего её памяти книгу о Маяковском «Тринадцатый апостол».
В 1926—1937 годах жила в Москве. Замужем за аргентинским экономистом и литератором Луисом Виктором Сомми (1906—1983), с которым познакомилась в Москве во время его работы в Коминтерне. В 1936—1938 Луис Виктор Сомми был генеральным секретарём Коммунистической партии Аргентины.
Участница войны в Испании (награждена орденом Красной Звезды). Окончила факультет философии и филологии Буэнос-Айресского университета (1940—1945).
Автор многочисленных переводов на испанский язык из современной русской поэзии, в первую очередь Владимира Маяковского, с которым, как и с Л. Ю. Брик, была знакома лично; опубликовала несколько поэтических антологий Маяковского и ряд литературоведческих работ о его творчестве. Переводила прозу советских писателей (А. А. Фадеева, Н. А. Островского, Д. А. Фурманова), составила с собственными переводами и комментариями четырёхтомное издание драматических произведений А. М. Горького, издания поэтических и прозаических произведений А. С. Пушкина, М. Ю. Лермонтова, И. Г. Эренбурга, К. М. Симонова, А. Н. Толстого, Б. Л. Пастернака и других. Также переводила с португальского и английского языков.
Лиля Герреро — автор нескольких поэтических сборников, пьес об А. Рембо и Ф. Гарсии Лорке, эссе на литературные темы. Публиковалась и в советских изданиях.

## Книги
- Las Heroicas mujeres de España: Discursos [de Gregorio Bermann, de Lila Guerrero y de Pasionaria] pronunciados en el homenaje del pueblo argentino a Pasionaria el dia 28 de Marzo de 1937 (совместные выступления с Долорес Ибаррури, Asunción: Editorial Indo-Americana, 1938)
- Intimas (стихи, 1940)
- Dolor Armado (стихи, Santiago: Ediciones Aconcagua, 1946)
- Antología de Maiakovski, su vida y su obra (переводы, Buenos Aires: Claridad, 1943)
- Teatro ruso (Buenos Aires: Claridad, 1946)
- Pasional Argentina (стихи, Santiago: Ediciones Aconcagua, 1955)
- Intimando con el Cielo (стихи, Santiago: Ediciones Aconcagua, 1960)
- Antología poética: Vladimir Maiacovsky (переводы, Lima: Ediciones del Centro de Estudiantes de Medicina de la Universidad Nacional Mayor de San Marcos, 1964; Buenos Aires: Losada, 1970 и 1985)
- Mis Devociones (стихи, Santiago: Ediciones Aconcagua, 1966)
- Voces y Silencios de la Pintura (стихи и переводы, Buenos Aires: Editorial Losada, 1971)
- Poesía-pintura, 32 Poemas A 32 Pintores (Buenos Aires: Editorial Losada, 1971)
- Los precursores (заметки о встречах с Пикассо, Нерудой и другими культурными деятелями, Buenos Aires: Editorial Losada, 1974)
- Antología poética, 1946—1976 (Buenos Aires: G. Pineda, 1976)
- Voces y silencios de la danza (стихи и переводы, Buenos Aires: Ediciones Dead Weight, 1980)
- Rimbaud, la última fuga — Liceo de señoritas (две драмы в 3-х актах, Buenos Aires: Ediciones Teatro Siglo XX — Editor Gonzalo Pineda, 1981)
- Federico García Lorca, Sus últimos días (драма, Buenos Aires: Editor Gonzalo Pineda, 1986)